# 寺西博
寺西 博（てらにし ひろし、1935年2月8日 - ）は、日本の元・ラグビー選手及び指導者。

## プロフィール
- 北海道出身。
- 現役時代のポジションはセンター(CTB)。
- 日本代表キャップは5。

## 来歴
北見北斗高校を経て、明治大学（以下、明大）へ進み、1956年度シーズンには明大の主将を務めた。また同年、オーストラリア学生代表戦でラグビー日本代表デビューを果たし、通算キャップ数5を獲得した。
明大卒業後は日本鉱業に入社。
その後、明大ラグビー部のコーチを経て、ヘッドコーチに就任。明大ラグビー部の象徴である北島忠治監督を長年に亘って補佐し、北島が体調不良のため、1991年度シーズンより試合会場へ姿を見せなくなると、自身が指揮を執った。
1996年、北島が死去したため、二代目の明大ラグビー部監督に就任。同年度の大学選手権で明大は優勝した。しかし1997年2月21日、コーチ時代に部員の父親から金品を受け取っていたことが判明したため、同日付で監督を解任された。